# Square no Tom Sawyer
Square no Tom Sawyer (スクウェアのトム・ソーヤ?, Sukuwea no Tomu Sōya) è un videogioco di ruolo sviluppato e pubblicato nel 1989 da Square per Famicom. Basato sul romanzo Le avventure di Tom Sawyer di Mark Twain, il titolo non è stato mai distribuito nel mercato statunitense.